# Plectru

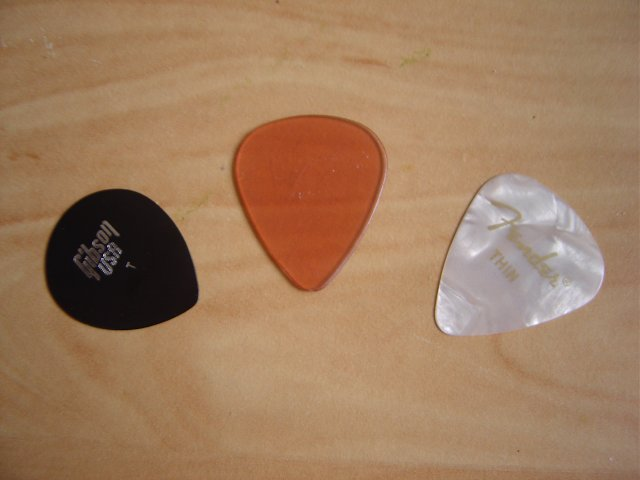
Trei plectre pentru chitară

Un plectru reprezintă o placă mică de metal, os, celuloid sau de alt material, cu care se ciupesc coardele unor instrumente muzicale.